# Wilhelm Taubert
Karl Gottfried Wilhelm Taubert (ur. 23 marca 1811 w Berlinie, zm. 7 stycznia 1891 tamże) – niemiecki kompozytor i dyrygent.

## Życiorys
Uczył się gry na fortepianie u Augusta Neithardta i Ludwiga Bergera oraz kompozycji u Bernharda Kleina. Przez całe życie związany był z Berlinem, gdzie działał jako pianista, nauczyciel muzyki i dyrygent. Od 1831 roku działał na dworze królewskim, w latach 1845–1848 prowadził dworski teatr operowy, a od 1845 do 1869 roku był nadwornym kapelmistrzem. Od 1839 roku był członkiem Königliche Akademie der Künste, w 1875 roku objął funkcję jej przewodniczącego. Jednocześnie od 1865 roku był jednym z wykładowców tejże akademii, od 1882 roku prowadził mistrzowską klasę fortepianu. Do jego uczniów należeli Alexander Ernst Fesca i Theodor Kullak.
Był przedstawicielem szkoły berlińskiej, tworzył głównie na potrzeby dworu królewskiego. Twórczość Tauberta ma charakter zachowawczy, wpisując się w nurt romantycznej liryki wokalnej i instrumentalnej. Skomponował m.in. 4 symfonie, 3 uwertury, 2 koncerty fortepianowe, koncert wiolonczelowy, Concertino na skrzypce, 4 kwartety smyczkowe, 2 tria fortepianowe, utwory na fortepian, a także liczne pieśni, z których największą popularnością cieszył się cykl Kinderlieder. Skomponował opery Die Kirmes (wyst. 1832), Der Zigeuner (wyst. 1834), Marquis und Dieb (wyst. 1842), Joggeli (wyst. 1853), Macbeth (wyst. 1857) i Cesario (wyst. 1874).